# Ulveket

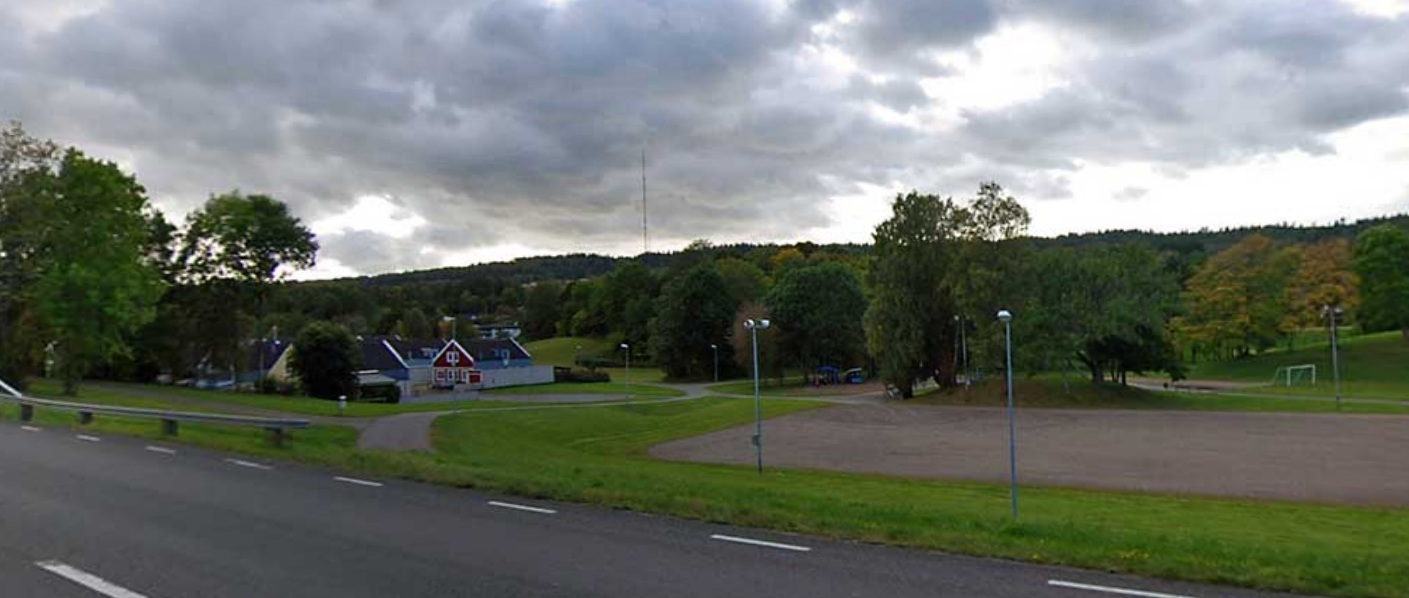
Ulveket i Skövde

Ulveket är ett bostadsområde i nordvästra Skövde. Bebyggelsen består uteslutande av villor, radhus och kedjehus. Ulveket grundlades i slutet av 1960-talet i samband med att kärnsjukhuset i Skövde byggdes och ett behov av personalbostäder uppstod. 
Bostadsområdet gränsar till naturreservatet Ulveksbackarna med utpräglade kamelandskap.